# Jerrick Harding
Jerrick Harding (Wichita, 13 aprile 1998) è un cestista statunitense.

## Palmarès
- Campionato ceco: 2

ČEZ Nymburk: 2020-2021, 2021-2022
- Coppa della Repubblica Ceca: 1

ČEZ Nymburk: 2021